# Jörg Haider
Jörg Haider (ur. 26 stycznia 1950 w Goisern, zm. 11 października 2008 w Lambichl) – prawicowy polityk austriacki, dwukrotny premier Karyntii, z zawodu prawnik.

## Życiorys
Ukończył studia na Uniwersytecie Wiedeńskim. Był doktorem nauk prawnych. Pracował jako adwokat i nauczyciel akademicki.
Haider do 2005 był działaczem konserwatywno-liberalnej Austriackiej Partii Wolnościowej (FPÖ), wieloletnim jej przywódcą (1986–2000). Pod wodzą Haidera Partia Wolnościowa toczyła ostrą walkę o wyborców, stając się w 1999 najsilniejszą partią w Karyntii. Wejście partii do konserwatywnego rządu kanclerza Schüssela w 2000 było przyczyną zastosowania przez Unię Europejską sankcji wobec Austrii – było to jedyne tego typu działanie w historii UE. 14 członków Unii zamroziło na osiem miesięcy stosunki z tym krajem. W następnych latach budzące kontrowersje działania Haidera przyczyniły się znacznie do przegranej partii w wyborach do Rady Narodowej w 2002 oraz do odejścia z niej wielu działaczy. 
4 kwietnia 2005 założył nową partię – Sojusz na rzecz Przyszłości Austrii (BZÖ), a 7 kwietnia został z tego powodu wykluczony z FPÖ. Przez swoich przeciwników Haider był oskarżany o populizm, antysemityzm i ksenofobię oraz konflikty z mniejszością słoweńską w Karyntii. Jörg Haider był również przeciwnikiem uczestnictwa Austrii w Unii Europejskiej oraz wprowadzenia wspólnej waluty euro.
Zginął w wypadku samochodowym w nocy z 11 na 12 października 2008 – podczas próby wyprzedzania uderzył w betonowy słup, po czym kilkukrotnie koziołkował. W chwili wypadku miał 1,8 promila alkoholu we krwi, a licznik jego służbowego Volkswagena Phaeton  zatrzymał się z prędkością 142 km/h, gdy dopuszczalna prędkość w miejscu zdarzenia wynosiła 70 km/h. Jego pogrzeb odbył się 18 października. Zwłoki zostały skremowane i pochowane w Dolinie Niedźwiedziej w Karyntii. W toku śledztwa okazało się, że wracał z gejowskiego klubu w Klagenfurcie. 22 października wiceprzewodniczący BZÖ, Stefan Petzner, wyznał, że miał wieloletni romans z Haiderem. Pomimo że Haider był żonaty i miał dwoje dzieci, jego żona tolerowała homoseksualną relację męża z młodszym o 30 lat kochankiem. 